# 新新宿駅企画課 あるぷすひろば
『新新宿駅企画課 あるぷすひろば』（しんしんじゅくえききかくか あるぷすひろば）は、原作：水越保、作画：たかはしまもるによる日本の漫画である。ジャイブ刊『月刊コミックラッシュ』で2007年12月号に読み切り作品として掲載された後、不定期のシリーズ連載を経て2010年2月号より正式連載。同年12月号で連載終了。
2011年1月に少年画報社から発売されたアンソロジーコミック『THE鉄道漫画 002レ浪漫号』に「出張版」が掲載された。
また、2009年12月よりドラマCDも発売されている。

## 概要
世界最大の乗降客数を誇るターミナル駅・新新宿駅の企画課に配属された「鉄ヲトメ」こと美那都みらいと、みらいの暴走に振り回される企画課スタッフたちの騒動を描いた話。表題の「あるぷすひろば」は、実在の新宿駅でコンコース北側に設けられている「アルプス広場」に由来する。
他の美少女をメインに据えた鉄道漫画とは一線を画し「わかる人にはわかる」レベルの鉄道に関するトリビアが随所に散りばめられている。一例を挙げると「かつて東北新幹線を新宿駅にも延伸させる計画があった」「新宿一帯にはかつて淀橋浄水場があった」 と言った具合である。
本編の合間に、新川越車両センターで夜間に待機する擬人化された鉄道車両「トレン娘」（トレンこ）たちの井戸端会議が挿入されることがある。
第1・2巻のみ掲載された「みらいの鉄道自由研究」は不定期ながら、いくつかの章にちなんだ鉄道知識が登場する。

## 登場人物
声優はドラマCD版のキャスト。

### 企画課スタッフ
美那都みらいが所属する部署。
美那都 みらい（みなと みらい）
声：野川さくら
駅長を夢見るJR東日本 の新入社員。1日の乗降客数が日本一のターミナル駅・新新宿駅の企画課に配属され、他のスタッフを圧倒する知識量と周囲の迷惑を顧みない行動から「鉄道妄想娘」と呼ばれている。
濃い栗色のロングヘア。頭の左右に短いツインテールを作っているが、これは感情に合わせて動く（興奮するとはね上がる等）。瞳は栗色。
鉄道に関する趣味は撮り鉄・模型鉄を始め、オールマイティにたしなむ。ただし極度に乗り物酔いしやすい体質のため、乗り鉄をする場合は必ず酔い止め薬を携行する（ドリンクタイプを数本、ウエストポーチに入れる）。彼女は新新宿駅をとりまくJRグループ（を中心とした日本の鉄道全体）のために思いついたことを実行させ、はるかたちを巻き込むものの、失敗に陥ることが多い（多くは爆発事故などがらみである）。
さくらとこころが親睦をはかる為に「お泊まり会」と称して、乗り気でないはるかを強引に連れて行った会場が彼女の自宅（ワンルームのアパートらしい）であった。彼女の夢の一人住まいによるお城ということで、鉄道模型のジャングルと化してベッドは新潟物産展にあった三段寝台を譲り受けた物であったから、はるかを呆れさせた。彼女は最上段で寝ていてそこから模型を操縦しているが、はるかに誤って壊されてしまった（あずさは仕事の都合で不参加）。
関空 はるか（かんくう はるか）
声：高垣彩陽
新新宿駅企画課所属で、みらいの先輩。課内では稀少な常識人で、筋金入りの「鉄」であるみらいの暴走に対するツッコミ役を主に担当。鉄道に関する知識ではみらいに引けを取らないが目立ちたがり屋で空気を読まない父に対する忌避感から、鉄道趣味からは一歩引いた立場を取っている。
薄いカーキ色のショートヘア。カチューシャを愛用する。瞳は明るいゴールド。
実家は関西有数の名家で広い庭に広大な屋敷が建ち、数人のメイドが常勤している豪邸（みらいが関西での鉄道趣味活動の拠点にしようと企むほどである）。母親は元フライトアテンダントで、現在は航空会社の役員。元国鉄職員の父親が鉄道会社以外への就職を頑として認めなかったことに嫌気が差し、JR西日本を始めとする地元の鉄道会社でなくJR東日本に就職した。
朝日 こころ（あさひ こころ）
声：宮崎羽衣
新新宿駅で開催される新潟物産展のため、新潟駅からヘルプで派遣されてそのまま企画課に残った最年少スタッフ。
黒のショートヘア。瞳はダークグレイ。やや下ぶくれで、頬が赤い。
制服ではなく「雪ん子」風の格好で、たどたどしい新潟弁 を喋る。郷土愛では誰にも負けない自信と自負を持ち、新潟を馬鹿にされると本気で怒る。あずさ同様、ボケ（みらい）側、突っ込み（はるか）側どちらにも転じることがある。彼女一人で留守番になることはまずない（理由は子供だから。一度だけ、みらいがはるか・あずさのドクターイエロー研修に闖入したときに一人で留守番したことがある）。
彼女が新新宿駅で発見した謎の地下空間をみらいはかなり利用している。
井川 さくら（いかわ さくら）
声：杉山茜
新新宿駅企画課長。第5話（第1巻収録）での初登場時は新潟駅企画課スタッフ で、みらいとはるかが参加した安全研修会で司会を務めていた。その後、第33話で新潟駅長（トキ）より辞令を交付され、それまで空席となっていた新新宿駅企画課の課長職に異動する。人混みが大の苦手。名前の由来は奥羽本線の井川さくら駅。なお第5話が掲載された『ラッシュ』2008年5月号では「姫川みのり」と名乗っていたが、名前の由来である姫川駅がJR西日本の管轄であることを考慮して単行本収録時に改名された。
新潟から人口の圧倒的に多いターミナル駅、新新宿に赴任されたため、人込みは苦手である（だが、乗り物酔いに強いらしい）。その反面、課内で出張や下見、実験などでメンバーから外される（留守番扱いされる）と、すぐ号泣してしまう、さびしがりやなところがある。
新新宿駅に転勤したばかりで自宅をもたないため、同期であるあおばの部屋に同居（間借り？）している。

### 工学技術課スタッフ
みらいが「野望の実現」のために頼られている松本あずさのいる部署。
松本 あずさ（まつもと あずさ）
声：辻あゆみ
新新宿駅工学技術課 スタッフ。
薄い紫色を帯びた銀髪のセミロングヘア。頭の左右で、大きな束を作っている。また、やや太いアホ毛が一束ある。瞳もライトパープルだが大きな眼鏡をかけていて、あまり瞳が描かれることがない。ほぼいつも、白衣を羽織っている。
頻繁に企画課に出入りし、しばしば企画課の一員扱いを受けることがある。みらいの妄想を実現するために職権濫用お構いなしで手を貸すが、結局は失敗することが多い。『鉄道むすめ』に登場する同名の人物との関係はない。
愛子 あおば（あやし あおば）
工学技術課の課長。企画課の課長であるさくらとは旧知の仲だが、いつも自分の部下であるあずさを巻き込んで騒動を起こす企画課スタッフに呆れ返っている。
上記の理由からみらいたちのことを快く思っておらず距離を置いているが、あずさが彼女たちと楽しんでいることを知り、強く反感をもつことはない（同期のさくらと同居していることも理由のひとつである）。

### その他の新新宿駅関係者
エンドウ カツミ
新新宿駅の現駅長。はるかと読者には、Suicaのマスコットであるペンギンの姿に見え声は「くー」としか聞こえないが、他の面々には人間に見え、普通に言葉を話しているらしい。
葉巻を愛用している。登場時は単に「駅長」と呼ばれていたが、第16話で名前が判明した。我孫子駅の立ち食いそば・弥生軒の唐揚げそばが好物。
名前の由来は、鉄道模型メーカーのエンドウとカツミ。
関空 ラピート（かんくう ラピート）
声：稲田徹
はるかの父。顔面には南海電鉄の特急・ラピートの先頭車両そのものの仮面を、また腰部にはJR西日本の空港連絡特急「はるか」の前頭部を常に装着している。旧国鉄を経てJRで役員まで勤め上げた後に一線を退いたものの、JR東日本に就職した娘を追って新新宿駅の駅ナカを運営する会社の社長に天下り、新新宿駅「特別顧問」に就任するという重度の親バカぶりを発揮している。
目立ちたがり屋で空気を読まない性格だが、子供の機嫌を取るのは上手い（実際、鉄道好きの子供たちに人気があり、みらいにとって駅長と同じく憧れの人である）。

### 私鉄各社の人物
並木橋 レミ（なみきばし レミ）
東急電鉄企画課所属。みらいの幼馴染みであったが、みらいが東急の入社試験に落ちてJR東日本に入社したことでライバル意識が芽生え、2012年の東急東横線と東京メトロ副都心線相互乗り入れを機に、新宿を東急の勢力圏下に置くと宣戦布告を叩き付ける。企画課に顔を出す際は「旧国鉄の皆さん」「E電の皆さん」と、常に上に立った物言いで接する。みらいがJRに就職したことでライバル視しているが、本心から嫌っているわけではなく、ライバル関係になった後も親交は続いている（一緒に鉄道旅行し、みらいと自分のアメリカ転勤話が浮上した時は一緒にいられると喜んだぐらいである）。そんなところから性格はツンデレらしい。
浅草 都府子（あさくさ とぶこ）
東武鉄道営業課所属。生まれも育ちも北千住で、チャキチャキの江戸っ子気質。新新宿駅に乗り入れているスペーシアの乗客に演舞太鼓を披露していた所で企画課の面々と出くわす。物覚えが悪く、特に人の名前を覚えるのが苦手なため初対面の相手にはその場で適当にあだ名を付ける（こころを見た目から納豆とつけた）。みらいたちを気に入るが、みらいと一緒にアメリカ転勤話が浮上（後にみらいは新新宿在留、レミだけ転勤が決まった）したレミに話し相手として拉致されたため、レミを蛇蝎のごとく嫌っている（浅草本人も外国には興味無いらしい）。

### トレン娘
当該漫画で不定期に掲載されている１コーナー。ＪＲ東日本大宮支社新川越車両センター（略号・新宮ハエ）を拠点とする擬人化された電車たち。コーナータイトルの通り、少女という設定。
主要三人組
このコーナーの主人公である黒髪ツインテール、黒髪ヘアピン、金髪リボンがレギュラー。いつも、新宮ハエにて職務上の愚痴をだべる。連結（同性キス）を嫌う。金髪リボンは「餘部鉄橋に乗り入れたい、修学旅行専用車になりたい」というが、ツインテールとヘアピンに突っ込まれる。
5103系コ
主に八高線を担当、都会担当の3人組に対して「あんたたちのほうがうらやましい」とコメント。その後、インドネシアに売られて悠々自適な老後を過ごす。
あじあ号
いつの間にかレール幅が違うトレン娘が集う「新宮ハエ」へ遊びに来ていた。ツインテールが京急に「スピードであおり」を受けたので、ツインテールに「（京急と同じレール幅だから）私の仇を取って」と云われる。
京急電車
ツインテールを含めた新宮トレン娘たちにスピードあおりをするヒール役。リボンには「新1000系は赤い悪魔」と云われる。
スマイルトレイン
新宮ハエに遊びに来た西武電車3000系。3人組にうらやましがられる。
ＥＨ２００系コ
旅客担当の3人組より忙しい、貨物担当の電気機関車でショートヘア娘。かなりハードな仕事をしていても「仕事が有るだけありがたい」というので、3人組は「我々って恵まれている方？」と思ってしまった。
５００系コ
営団地下鉄（現・東京メトロ）丸の内線を担当していたが、アルゼンチンに売られて５１０３系コ同様、悠々自適な老後生活を送っている。
アメリカ娘
3人組に気合を入れる為に、新宮ハエに来襲。「私の働きぶりを見なさい」というが、彼女は大量連結する貨物列車であるため、3人組は3分で見飽きてしまった。

### その他
豊田巧（とよだ たくみ）
元某ゲーム会社社員で、主に「鉄道」をジャンルとする小説等を執筆する作家。社員時代に、鉄道漫画鉄子の旅による高千穂鉄道取材に、同僚の佐藤陽子と共に参加している。
兄弟の影響でゆるい鉄道好きであったことと、鉄子案内人・横見浩彦との出会いから鉄道に関する執筆に手を染めるように成り、エッセー「鉄子のDNA」を執筆した。
彼のエッセーを読んだみらいが「鉄道の未来性」をテーマにはるか・こころ・あずさと共に彼の職場へ取材をする事になった（男性であるため、この漫画の事情から人面は描かれずモブ顔に「T」と描かれただけ）。だが、彼自身が「ちょい鉄」であることもあり、ハードコアな鉄・みらいとは話がかみ合わなかった。はるか達も彼に同調している。
荒川（あらかわ）
駅弁を中心とする鉄道供食事業会社NRE大増の社員で、駅弁の広報・企画を担当している。
（みらい他）企画課の立案した駅弁を、駅長とラピートがJR関係者との会議で出されたが、味を含めて評判が宜しくなかった。憤慨したラピートは駅長を介して、企画課のみらい・はるかと工学技術課のあずさを研修させる事にした。
ラピートの推薦による研修先で、彼女が窓口となった。研修と云っても工場見学と勉強会（相談会）であった。
みらいは近々引退する電車を見送る弁当をつくりたいと彼女に提案すると、彼女と会社はその提案を通過させて、停車駅である大宮駅で販売した（その引退電車は新新宿駅を通らない為である）。

## 単行本
CR COMICS刊。
1. 2008年12月7日発売 ISBN 9784861766121
2. 2009年10月7日発売 ISBN 9784861767258
3. 2011年1月7日発売 ISBN 9784861768163

## ドラマCD
全2巻。内容は原作コミックの中からセレクトした数話を、ほぼそのまま再現している。すべてアニメイト限定販売であり、一般のCDショップ等では扱っていない。
1. 2009年12月29日発売 RAAH-0001
2. 2010年2月26日発売 RAAH-0003

上記の他、第1巻の発売に先駆けて『ラッシュ』2010年1月号の付録として「試運転版」が製作された。第1巻に収録されているドラマの一部の他、オリジナルの内容としてメインキャスト陣による「山手線各駅の次駅案内アナウンス」が収録されている。

### スタッフ
- 脚本：竹田裕一郎
- プロデュース：福井詔雄・こんひろし
- 発売：ラムズ
- 販売：アニメイト
- 主題歌：「Last Stop」（野川さくら） - 2010年1月29日発売 RAAH-0002